# Esplanade des Invalides

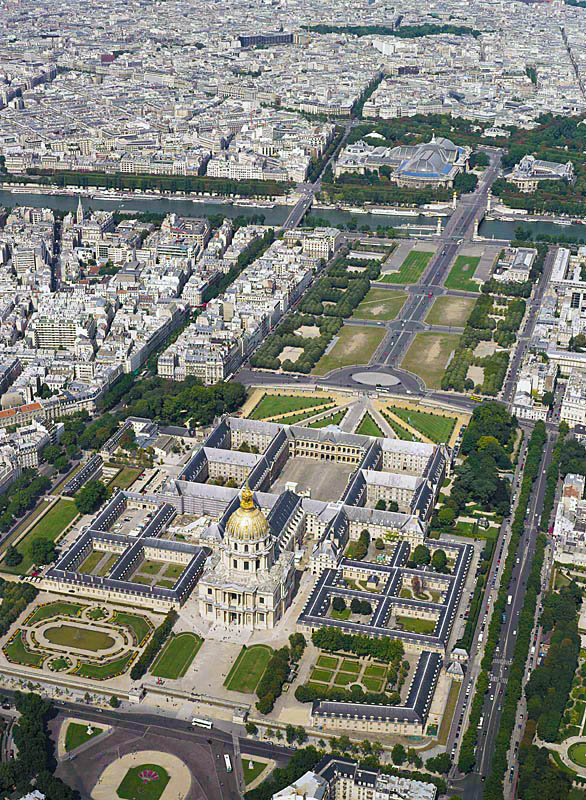
Vue aérienne de l'hôtel des Invalides, au premier plan, et au second plan l'esplanade précédée par une avant-cour avec des jardins à la française traversés par cinq allées en patte d'oie. Des mails plantés de tilleuls argentés longent les six parterres de gazon latéraux.

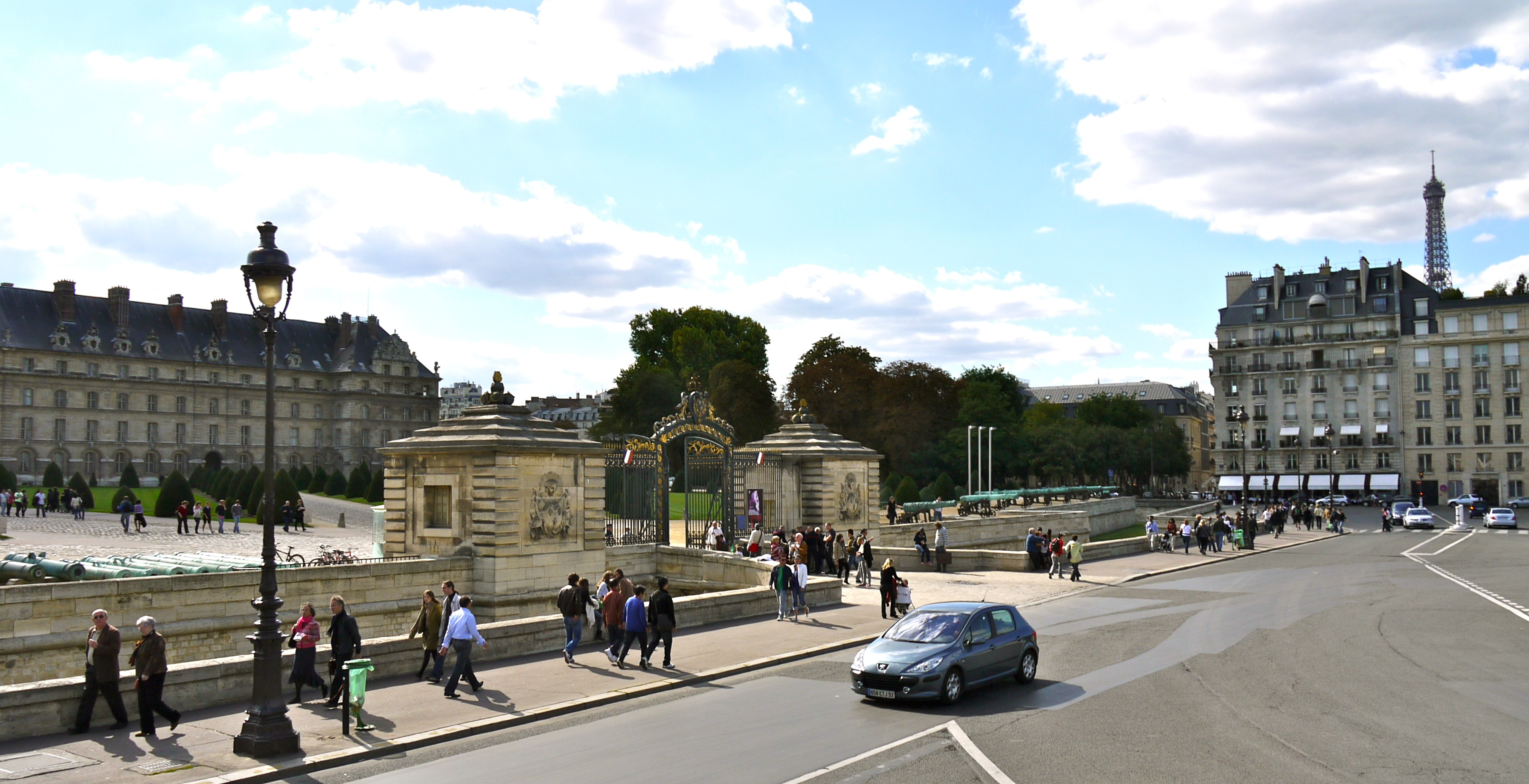
Une grille d'entrée monumentale sépare l'esplanade de l'avant-cour défendue par des fossés. Visconti fait élever deux petits pavillons de pierre encadrant cette grille. Celui de gauche était destiné au portier, celui de droite au corps de garde.

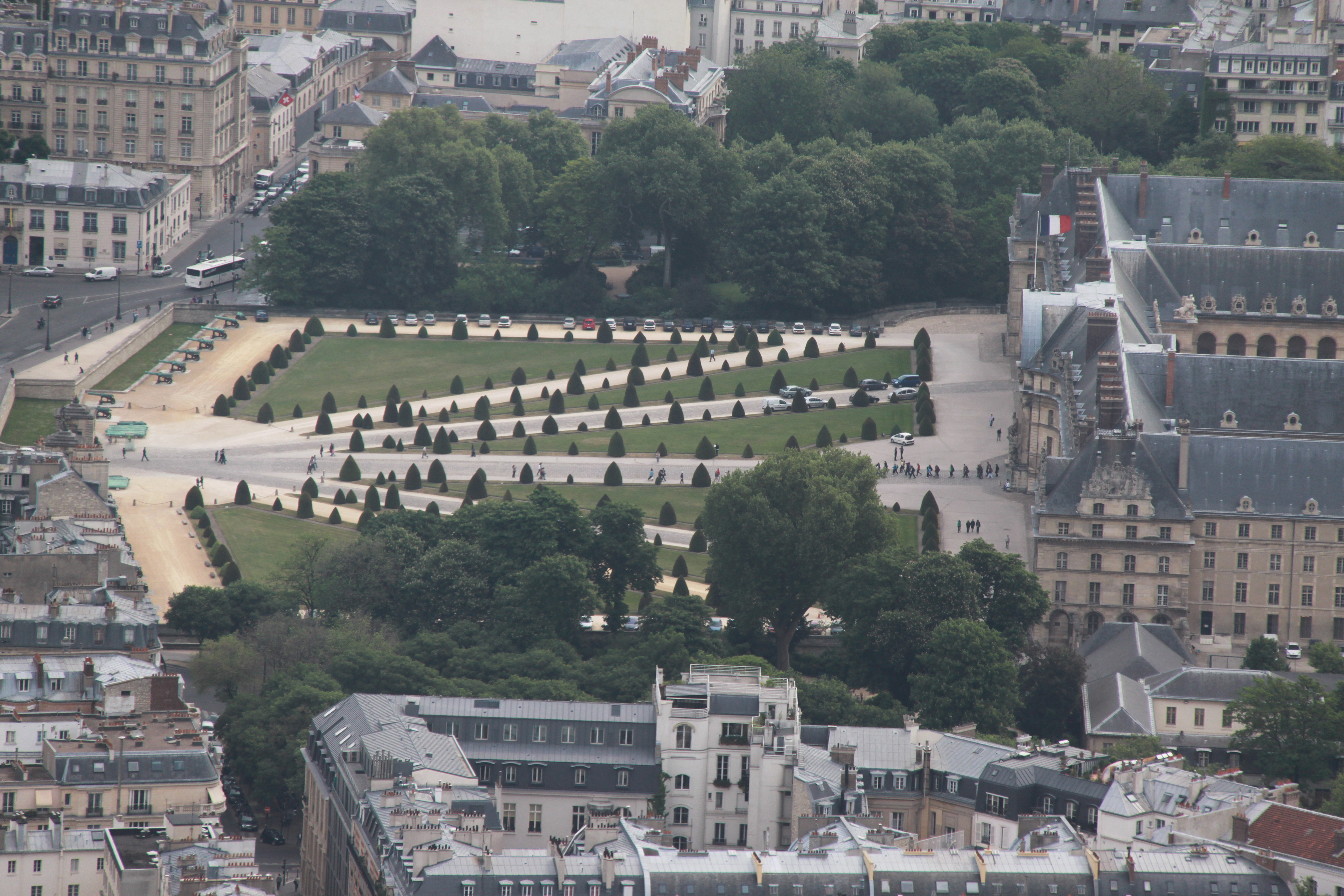
Sur le terre-plein des fossés, on a placé un grand nombre de canons anciens pris à l'ennemi (dont les 18 canons de la Batterie triomphale).

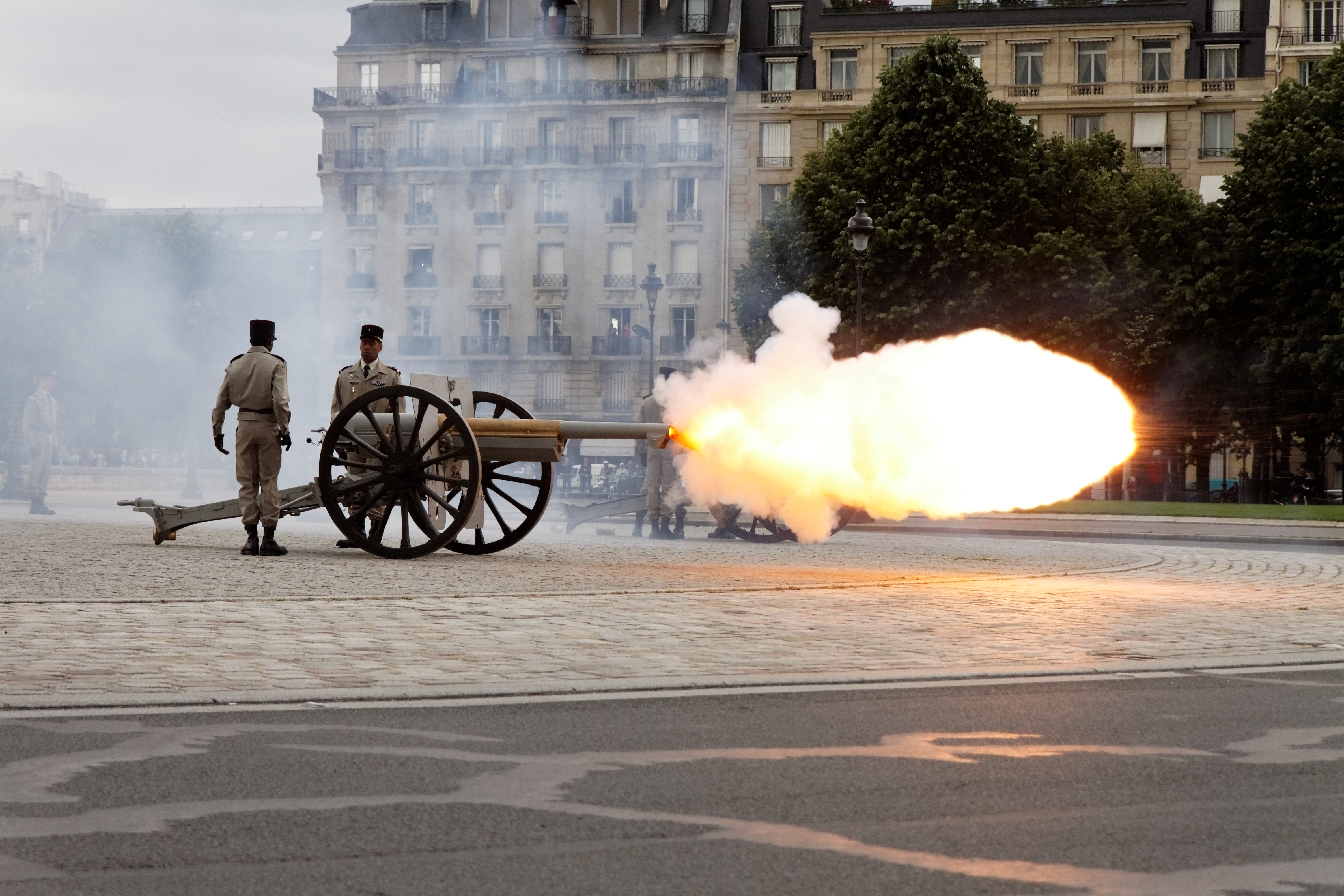
Sur l'esplanade, la batterie d'honneur de l'artillerie française tire la salve de 21 coups de canons lors de l'investiture du président de la République française.

L'esplanade des Invalides est un vaste espace vert parisien créé au début du XVIIIe siècle.

## Situation et accès
Située entre la place des Invalides et le quai d'Orsay, elle met en valeur la façade nord de l'hôtel des Invalides.
Elle est desservie par les lignes 8 et 13 à la station Invalides.

## Origine du nom
Cette voie doit son nom à l'hôtel des Invalides auquel elle mène.

## Historique
De 1704 à 1720, la partie du Pré-aux-Clercs appelée les « Prés-Saint-Germain » fut transformée, d'après les plans de l'architecte Robert de Cotte, en une vaste place rectangulaire semée de gazon et bordée de plusieurs rangées d'arbres. Le but originel de cet espace était de faire un potager où les invalides de guerre pouvaient cultiver des légumes, et également rencontrer les Parisiens. De cette manière, les anciens combattants n'étaient pas reclus malgré leur handicap.
Cette esplanade s'étendait alors de la place des Invalides jusqu'à la rue de l'Université et son centre était marqué par le croisement de deux voies, l'avenue des Invalides, aujourd'hui avenue du Maréchal-Gallieni, et la rue Saint-Dominique dont la partie occidentale (appelée « Saint-Dominique au Gros-Caillou ») et la partie orientale (appelée « Saint-Dominique-Saint-Germain ») seraient réunies en 1838. Ce croisement était occupé par un rond-point qui accueillit, entre 1804 et 1840, la fontaine des Invalides. En vertu d'un arrêt du 4 décembre 1720 destiné à améliorer le quartier du Gros-Caillou, l'esplanade fut prolongée au nord jusqu'au quai d'Orsay.
L'esplanade des Invalides fut le théâtre de grandes manifestations officielles, telles que la fête du 10 août 1793, l'Exposition de l'industrie en 1806 ou encore la cérémonie du retour des cendres de Napoléon du 15 décembre 1840. À l'occasion de la première de ces manifestations, une gigantesque mais éphémère statue du peuple français représenté en Hercule terrassant l’hydre du fédéralisme fut élevée au centre de l'esplanade. Elle symbolisait le récent triomphe de la Montagne sur ses ennemis politiques (Girondins et fédéralistes) et sur le Marais. Lors de la cérémonie du retour des cendres, l'esplanade fut bordée de gradins destinés à recevoir 36 000 spectateurs et l'avenue fut décorée de trente-deux statues d'hommes illustres.

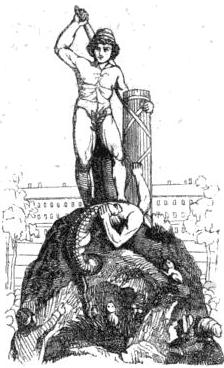
La statue élevée au centre de l'esplanade en août 1793.
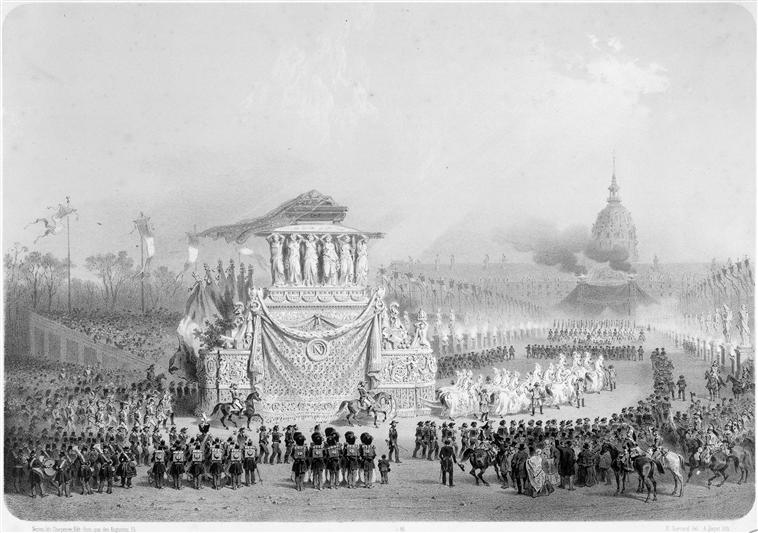
Le char funèbre de Napoléon s'avançant sur l'avenue le 15 décembre 1840.
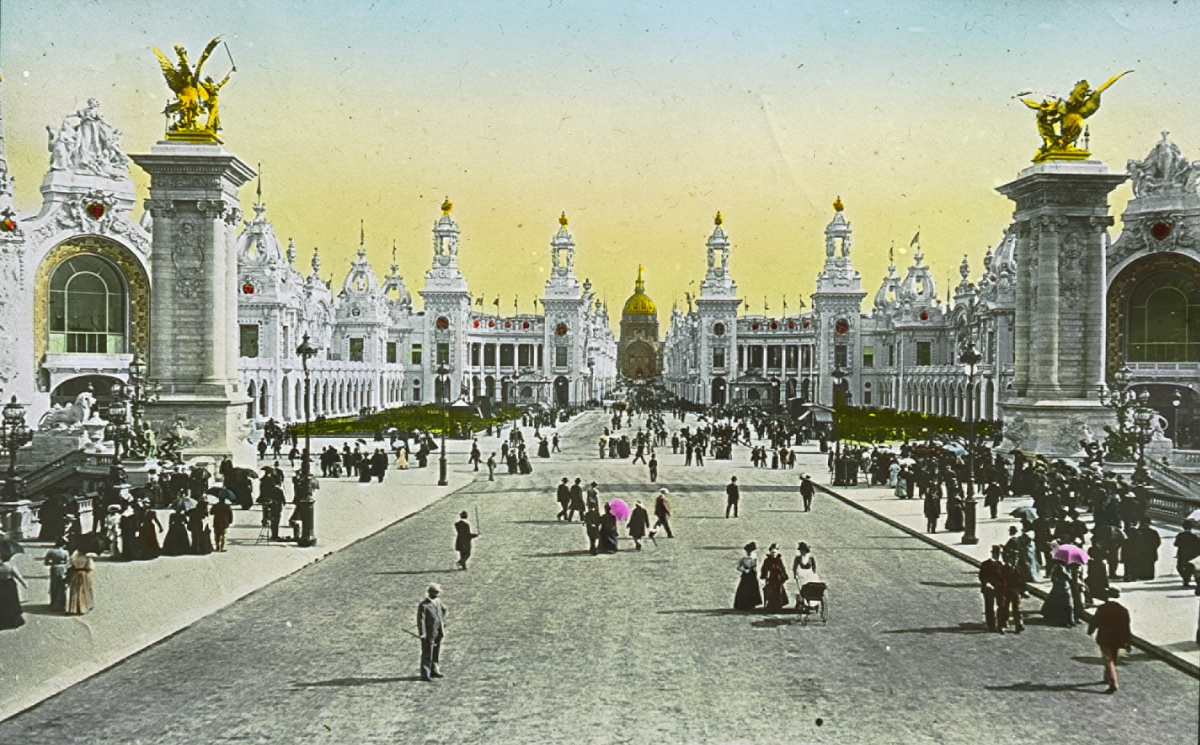
L'esplanade pendant l'Exposition universelle de 1900.
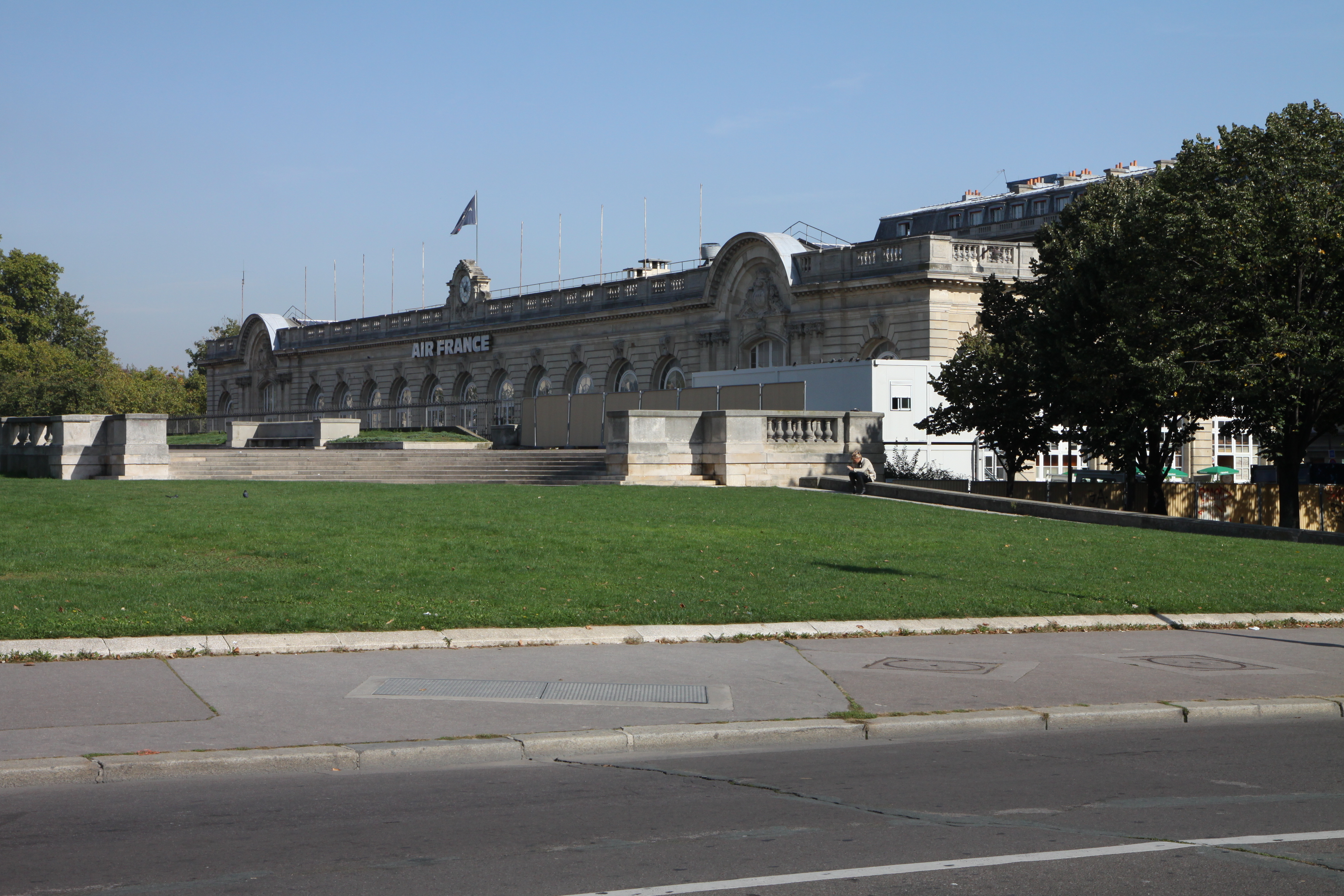
Au nord-est, la gare des Invalides altère la perspective de l'esplanade.
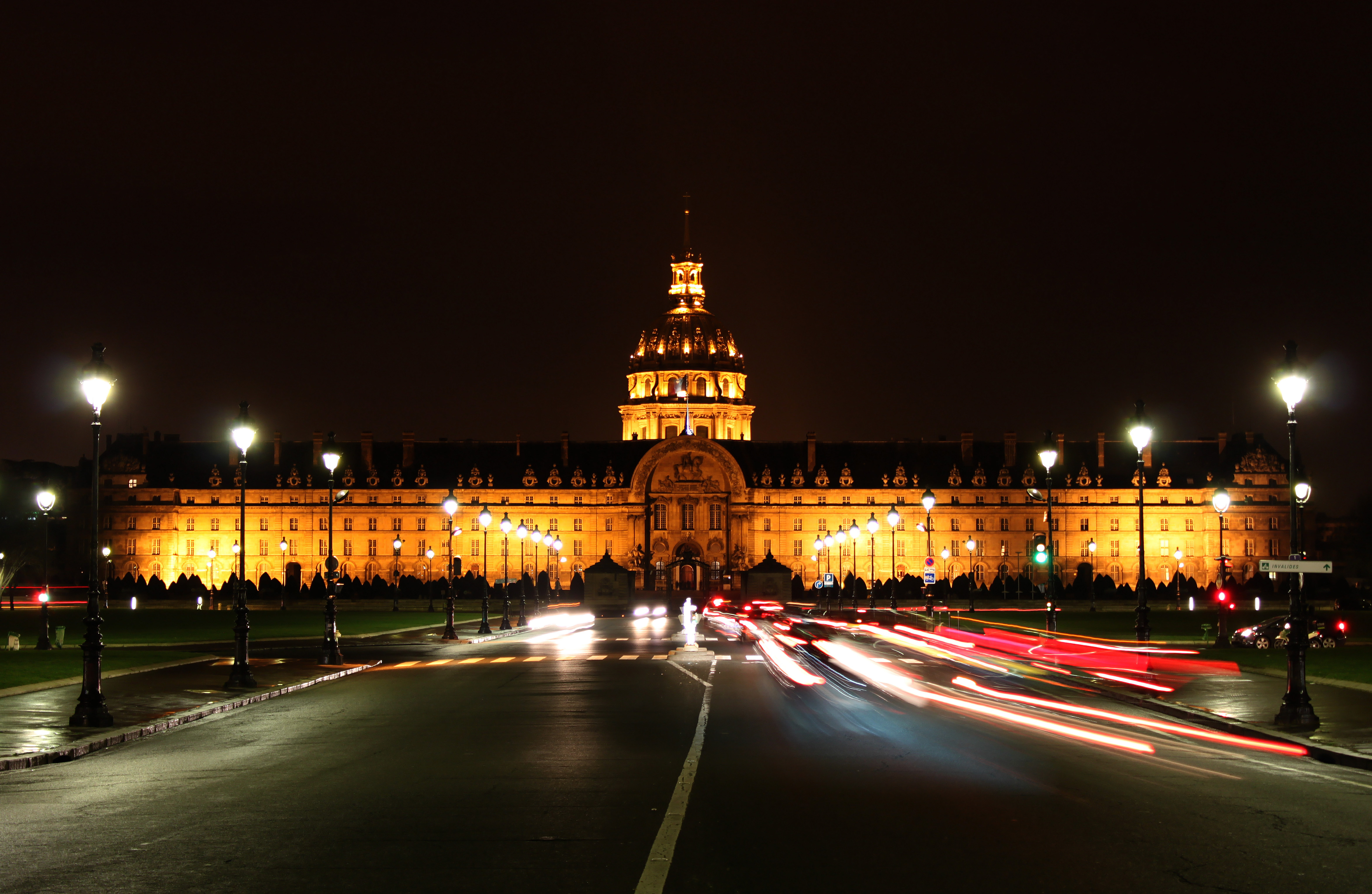
L'esplanade de nuit, avec l'hôtel des Invalides.
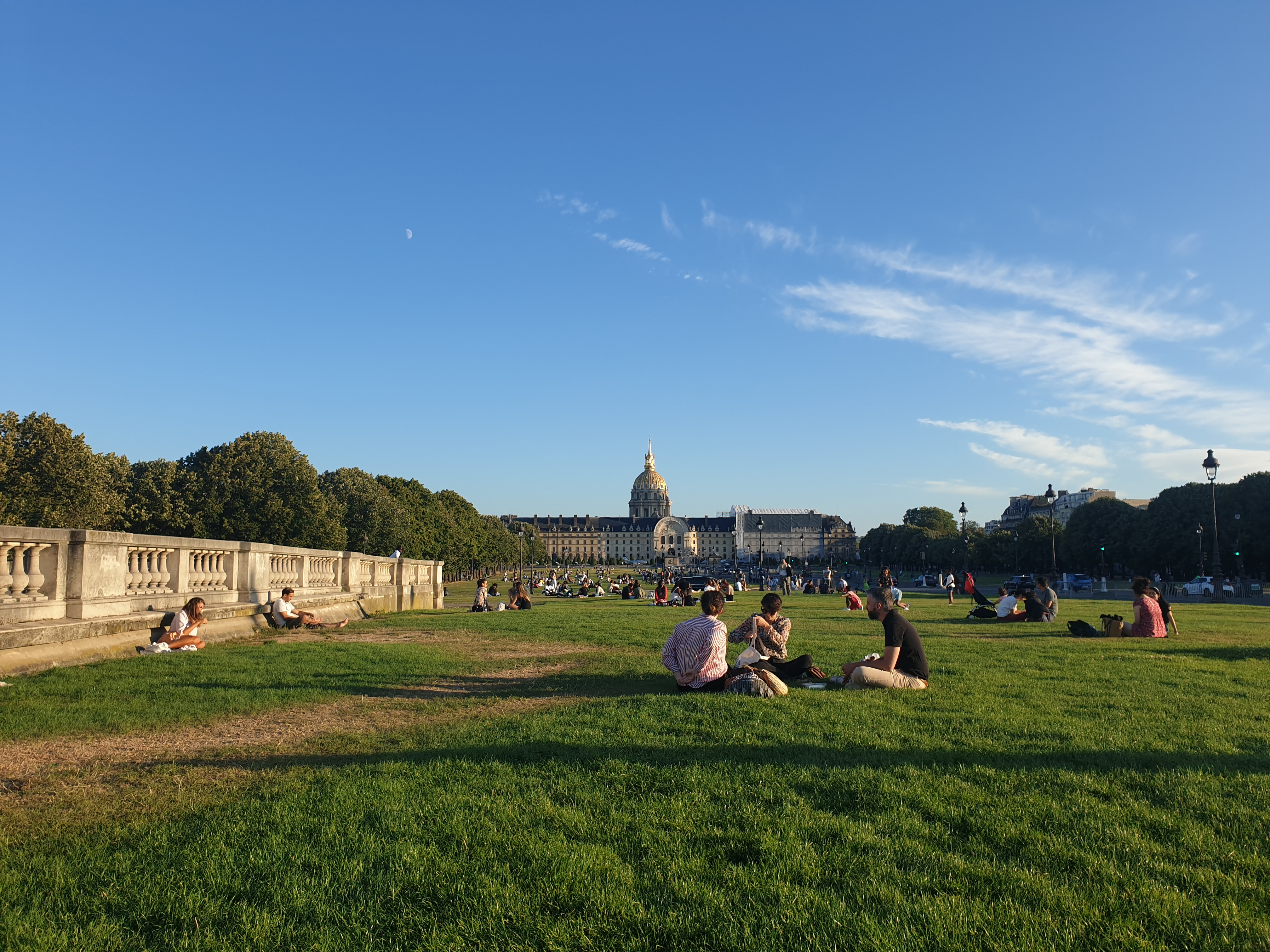
Esplanade des Invalides en 2022.
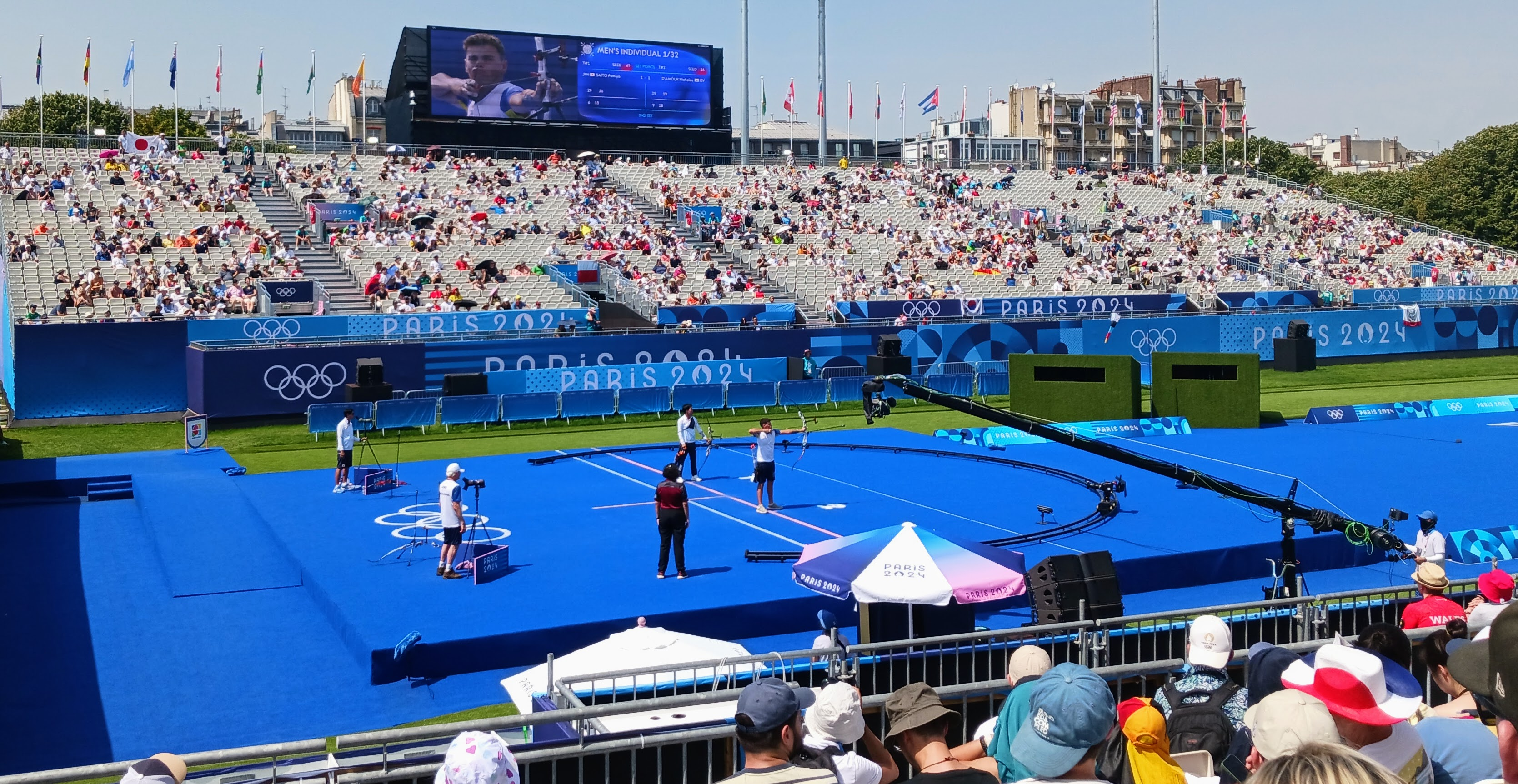
Épreuve de tir à l'arc sur l'esplanade lors des Jeux olympiques 2024.

Initialement propriété de l'État, l'esplanade fut cédée à la ville de Paris par la loi du 4 juin 1853.
En 1883 y est organisée une manifestation dite « des ouvriers sans travail », pendant laquelle des boulangeries du quartier sont pillées. Louise Michel, qui y a participé, est condamnée à six ans de prison ; elle est libérée en 1886.
À l'occasion de l'Exposition universelle de 1900, pendant laquelle elle fut bordée de pavillons temporaires, l'esplanade est reliée aux Champs-Élysées grâce à la construction du pont Alexandre-III. C'est à cette même époque qu'est construite la gare des Invalides qui, transformée en aérogare à destination d'Orly en 1948 et reliée au RER C en 1979, devient un nœud de transport multimodal.
Le site est classé par arrêté ministériel du 19 novembre 1910.
Le 5 août 1918, durant la Première Guerre mondiale, un obus lancé par la Grosse Bertha explose sur l'esplanade des Invalides.

## Filmographie
- 2013 : 20 ans d'écart, film de David Moreau.